# Morans Falls
Morans Falls är ett vattenfall i Australien. Det ligger i delstaten Queensland, omkring 85 kilometer söder om delstatshuvudstaden Brisbane. Morans Falls ligger 780 meter över havet.
Runt Morans Falls är det glesbefolkat, med 11 invånare per kvadratkilometer.. Närmaste större samhälle är Springbrook, omkring 14 kilometer öster om Morans Falls. 
I omgivningarna runt Morans Falls växer i huvudsak städsegrön lövskog. Genomsnittlig årsnederbörd är 1 801 millimeter. Den regnigaste månaden är januari, med i genomsnitt 320 mm nederbörd, och den torraste är oktober, med 41 mm nederbörd.